# Anke Stedingk
Anke Stedingk (* 21. Mai 1979 in Heilbronn) ist eine deutsche Schauspielerin.

## Karriere
Ihre Ausbildung zur Schauspielerin begann 1999 an der Hochschule des Saarlandes für Musik und Theater. 2001 wechselte sie an die Bayerische Theaterakademie August Everding und schloss 2003 mit Diplom ab. Sie hatte Engagements in München und Berlin, bis sie 2004 an das Thalia Theater in Halle ging und dort u. a. die Titania in Ein Sommernachtstraum, die Roxane in Cyrano de Bergerac und die Ilse in Frühlings Erwachen spielte. Seit 2008 ist sie festes Ensemblemitglied am Staatstheater Kassel, wo sie u. a. in Gustav Ruebs Inszenierungen von Die Bakchen und Medea die (Titelrolle) spielte. 2011 spielte sie in Kassel die Elisabeth in Maria Stuart und 2013 Louis Antoine de Saint-Just in Dantons Tod.

## Auszeichnungen
- 2002: Kurt-Meisel-Preis, Bayerisches Staatsschauspiel, Ensemblepreis für Hekabe
- 2009: Festivalpreis für die beste schauspielerische Leistung, Hessische Theatertage Marburg für ihre Agaue in Gustav Ruebs Inszenierung der Bakchen
- 2009: Nachwuchspreis, Fördergesellschaft Staatstheater Kassel